# سد ناميري-كو
سد ناميري-كو هو سد ترابي يقع في محافظة ميه في اليابان، ويستخدم السد للري. تبلغ مساحة مستجمعات المياه للسد 6.4 كيلومتر مربع، ويحجز السد حوالي 15 هكتارًا من الأراضي عند امتلائه تخزين 1300 ألف متر مكعب من المياه وتم الانتهاء من بناء السد عام 1973.